# Bertramia marionensis
Bertramia marionensis är en svampart som beskrevs av Weiser & McCauley 1974. Bertramia marionensis ingår i släktet Bertramia, klassen Chytridiomycetes, divisionen pisksvampar och riket svampar.   Inga underarter finns listade i Catalogue of Life.